# 上布拉特納

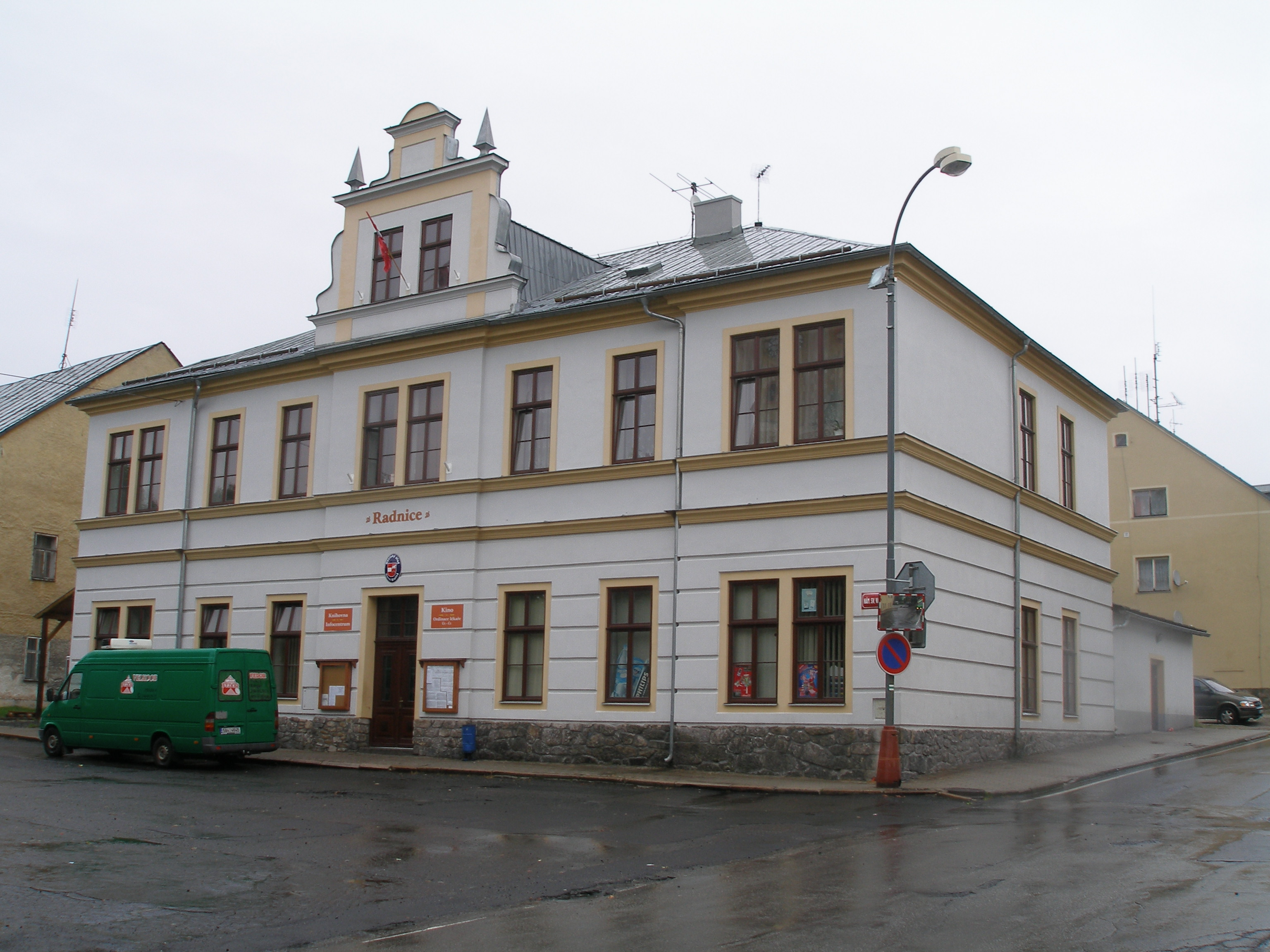

上布拉特納是捷克的城鎮，位於該國西部，毗鄰與德國接壤的邊境，由卡羅維發利州負責管轄，面積5.62平方公里，海拔高度888米，2006年人口總共889。

## 外部連結
- Municipal website （页面存档备份，存于）